# Гемп, Ксения Петровна
Ксе́ния Петро́вна Гемп (5 [17] декабря 1894 год, Санкт-Петербург — 3 февраля 1998, Архангельск) — российский учёный — альголог, географ, гидрограф, историк, палеограф, этнограф, выдающаяся исследовательница Русского Севера. Автор публикаций по исследованию, разведению и использованию морских водорослей. Почётный доктор Поморского государственного университета и Северного государственного медицинского университета. Собиратель и издатель письменных и устных памятников истории и культуры Поморья. Почётный член Географического общества СССР, Ломоносовского фонда, Всесоюзного Пушкинского общества. Почётный гражданин города Архангельска.

## Биография

### Происхождение
Родилась 5 (17) декабря 1894 года в Санкт-Петербурге в дворянской семье архангелогородца, принадлежавшего старинному литовскому роду Минейко.
Дед — Герард Иосифович Минейко (1832, Вильна — 1889, Архангельск). После окончания в 1855 году юридического факультета Московского университета преподавал историю и географию в дворянском училище города Лиды в Виленской губернии, но в 1856 году был отправлен служить в Архангельск. Учитель и инспектор архангельской мужской губернской гимназии, учёный-статистик, почетный член Архангельского губернского статистического комитета, статский советник
Отец — Пётр Герардович Минейко (1868—1920) — окончил физико-математический факультет Петербургского университета и Технологический институт. С 1897 года штатный инженер, заместитель начальника строительных работ Архангельского порта, создатель электростанции на берегу бухты Благополучия Большого Соловецкого острова — первой гидроэлектростанции Севера России. В 1912—1913 годах — по совместительству руководитель Гидрометслужбы Северного Ледовитого океана и Белого моря. Один из основателей (1908) и председателей правления (1912—1916) Архангельского общества изучения Русского Севера. Коллежский советник. Погиб при невыясненных обстоятельствах в канун вступления в Архангельск Красной Армии.
Мать — Надежда Михайловна (1870—1921), дочь потомственного архангельского дворянина М. П. Двойникова. Окончила Петербургскую консерваторию по классу рояля. Сестра милосердия. В 1920 году по обвинению в принадлежности к женскому патриотическому союзу была сослана на Соловки. Умерла от тифа.
Дети — Владимир (1893), Ксения (1894), Вера (1896), Екатерина (1900), Александра (1902).

### Образование и начало карьеры
Родители развивали в детях интерес к чтению и самообразованию (в семейной библиотеке было более 80 тысяч книг), музыке, истории и природе родного края.
К. П. Минейко в 1912 году с серебряной медалью окончила Архангельскую Мариинскую гимназию. Параллельно занималась в дополнительном педагогическом классе и в музыкальной школе. Поступила на историко-филологическое отделение петербургских Высших женских курсов. Кроме изучения гуманитарных предметов посещала университетские лекции по естественнонаучным дисциплинам. Владела немецким, французским и английским языками.
После окончания курсов в 1917 году вернулась в Архангельск. В 1918 году вышла замуж за выпускника историко-филологического факультета Петроградского университета Алексея Германовича Гемпа.
До 1925 года преподавала отечественную историю и другие предметы на курсах по ликвидации безграмотности, в средних учебных заведениях и в Архангельском практическом институте народного образования.
21 февраля 1925 года была зачислена младшим научным сотрудником в Институт промышленных изысканий, заведовала библиотекой научно-технической литературы.

### Исследовательская деятельность

#### Альгология
Научная деятельность К. П. Гемп в области биологии, связанной с изучением морских водорослей — альгологии, которой она овладела самостоятельно и посвятила десятилетия жизни, началась в 1927 году с поручения обследовать запасы промысловых водорослей Белого моря.
С 1930 года — учёный секретарь Института промышленных изысканий, преобразованного в 1937 году в Архангельскую водорослевую научно-исследовательскую лабораторию.
В 1937 году на Соловках познакомилась с отцом Павлом Флоренским, который в лаборатории организованного там водорослевого участка разрабатывал способы добычи йода из водорослей.
С началом войны, когда под угрозой прекращения оказалась деятельность водорослевой лаборатории, в штате которой оставались всего три работника, К. П. Гемп, совместно с учёными Архангельского медицинского института профессором А. П. Татаровым, доцентом А. И. Ведринским и другими, изучала возможность приготовления из водорослей Белого моря пищевых блюд. В ноябре 1943 года К. П. Гемп была направлена в блокадный Ленинград, где ей за три месяца удалось внедрить разработанную в Архангельске технологию производства витаминных пищевых продуктов из обнаруженных в городе запасов водорослей ламинарии и анфельции. В 1944 году за вклад в спасение от голодной смерти жителей города она была награждена медалью «За оборону Ленинграда».
С 1943 года до выхода на пенсию в 1974 году бессменно возглавляла водорослевую лабораторию и вела активную научную деятельность.
В годы войны под её руководством в водорослевой лаборатории была обнаружена на сырых листах ламинарии плесень, содержащая нативный пенициллин, и способ её искусственного выращивания. Изготовленная из плесени мазь успешно применялась в госпиталях Архангельска при лечении раненых. В 1945 году в архангельской газете «Северная вахта» появилась её первая публикация — статья о создании новых видов промышленного сырья и лекарственных препаратов из водорослей.
Результаты проведённых К. П. Гемп в послевоенные годы исследований морских водорослей в Белом, Баренцевом, Балтийском и Чёрном морях были положены в основу оценки их промысловых запасов и рекомендаций по их применению и культивированию. В 1959 году она была командирована в Китай с целью изучения технологий переработки и опыта искусственного разведения морских водорослей, интенсивная добыча которых для целей медицинской и пищевой промышленности стала причиной сокращения их природного .
В 1960 году по инициативе К. П. Гемп в Архангельске состоялось всесоюзное совещание по научно техническим проблемам водорослевой промышленности. В 1967 году на Большом Соловецком острове ею была основана первая искусственная плантация анфельции — водоросли наиболее широко используемой для получения йода и агар-агара. В 1969 году К. П. Гемп руководила экспериментами по разведению в Онежской губе Белого моря хондруса — водоросли, которая могла бы компенсировать промысловый дефицит анфельции.
В 1972 году ею составлен атлас «Промысловые водоросли Белого моря».

#### Культурология Поморья
К. П. Гемп, получившая хорошее гуманитарное образование, всегда интересовалась культурой Русского Севера, этнографическими изысканиями, историей освоения территории, краеведением. За годы путешествий и экспедиций по изучению ареала распространения морских водорослей она накопила множество документальных свидетельств и записей о промыслах, жизненном укладе и обычаях поморов, нашла и сохранила старинные поморские карты и лоции.
Многие её этнографические наблюдения вошли в книгу «Сказ о Беломорье» (1983), которую писатель Ф. А. Абрамов назвал «энциклопедией народной культуры Беломорья». Предваряя издание, академик Д. С. Лихачёв писал об авторе и её книге:

«Десятки лет, с начала XX века, она не покидала Севера, жила среди людей Севера, объездила все его большие и малые места, знает не только поверхность моря, но, как гидролог, и его дно, записывала и изучала язык, песни, плачи, обряды. Поэтому я с радостью рекомендую книгу Ксении Петровны Гемп советскому читателю. Это замечательная книга. Одна из самых патриотических, но безо всякой патриотической патетики, преисполненная любви и уважения к людям нашего Севера».

В 2004 году во второе издание книги (2004) был включён «Словарь поморских речений», составленный К. П. Гемп на основе картотеки поморских слов, которую она пополняла на протяжении всей жизни. Как биолог-альголог, изучавшая, в том числе, и лечебное применение водорослей, она посвятила один из разделов словаря народной медицине Беломорья, включив в него не только специфические слова-термины, но и ключевые речевые обороты и рецепты.
Она написала ряд статей по истории поморского мореплавания («Первые русские географические карты» (1950), «Поморские лоции» (1951). В 1980 году в издательстве «Наука» вышла из печати её «книга мореходная» — «Выдающийся памятник истории поморского мореплавания XVIII столетия» — о плаваниях поморских мореходов, в которой опубликована найденная К. П. Минейко ещё в 1911 году рукописная лоция (конца XVII — начала XVIII веков).
Была автором многих краеведческих работ о Беломорском Севере, исследований о М. В. Ломоносове — «М. В. Ломоносов и Север» (1972), «Поморы о Ломоносове: записи стародавних воспоминаний» (1979), «Ломоносов и музыка» (1980), протопопе Аввакуме — «Сказы об Аввакуме» (1989), «Огнепальный: в памяти поморской» (1995), о Тыко Вылке — «Президент Новой Земли» (1967), полярных путешественниках Г. Я. Седове, В. А. Русанове, Р. Я. Самойловиче и других.
Активно занималась просветительской деятельностью, являлась членом научно-методического совета Архангельского краеведческого музея, лектором общества «Знание». Д. С. Лихачёв считал К. П. Гемп «крупнейшим знатоком нашего Севера»
Авторитет К. П. Гемп, как знатока северной народной культуры, использовали кинопостановщики — она была консультантом сериалов «Михайло Ломоносов» и «Россия молодая», документальных лент «Бороться и искать» (о Г. Я. Седове), «Северные звоны» и других.
Собранная ею вместе с мужем А. Г. Гемпом коллекция памятников русской национальной культуры — документов, книг, рукописей и карт была передана ими в различные государственные музеи, библиотеки и архивы. Для древлехранилища Института русской литературы в Санкт-Петербурге (Пушкинского дома) К. П. Гемп составила карту расположения 31 старообрядческого скита Архангельской области, 12 из которых ей удалось посетить в разные годы.
В Пушкинском Доме был учреждён специальный именной «Фонд Гемп», насчитывающий сотни книг и документов.

#### Пушкиниана
Особое место в жизни семьи Гемпов занимала их коллекция «Пушкинианы». Долгое время они собирали всё, что связано с жизнью и творчеством А. С. Пушкина, прижизненные издания его произведений. Отказавшись от предложений по продаже коллекции, некоторые книги из которой являлись библиографической редкостью, в 70-е годы они безвозмездно передали Пушкинскому Дому 48 изданий, в том числе, и отсутствовавшие ранее в его библиотеке.
В феврале 1990 года в Москве К. П. Гемп участвовала в учредительной конференции возрождённого Пушкинского общества и была избрана его почётным членом.

### Семья
Муж — Алексей Германович Гемп (1893—1977), преподаватель, декан исторического факультета, заведующий кафедрой всеобщей истории Архангельского государственного педагогического института.
Сын — Игорь. Родился 18 декабря 1918 года. Окончил Московский зоотехнический институт. Погиб 20 октября 1942 года в бою под Сталинградом.

## Звания и награды
Почётные звания:
- почетный доктор биологических наук Пекинского университета (1961)[17]
- с 1945 года — действительный член, а с 1976(5) года — почётный член, а в 1969—1972 годах председатель Архангельского отдела Северного филиала Географического общества СССР при АН СССР[18]
- почётный гражданин Архангельска (1984)
- почётный член Всесоюзного Пушкинского общества (1990)
- почётный доктор Поморского государственного университета им. М. В. Ломоносова и Северного государственного медицинского университета (1994)
- в 1994 году «за заслуги в научном обобщении и пропаганде творческого наследия М. В. Ломоносова, личный вклад в возрождение лучших традиций российской науки, культуры и просвещения» К. П. Гемп присуждено звание почётного члена Ломоносовского фонда[19].

Награды:
- 1944 год — Медаль «За оборону Ленинграда» — за организацию в блокадном Ленинграде завода по выработке пищевых продуктов из водорослей.
- 1963 год — Орден Трудового Красного Знамени.

## Память
Скончалась 3 февраля 1998 г. на 104-м году жизни. Похоронена на Кузнечевском кладбище Архангельска.
На доме, где жила К. П. Гемп (Набережная, 100), установлена мемориальная доска.
В 2000 году оргкомитет состоявшегося в Архангельске XI съезда Русского географического общества, в трудах которого опубликованы материалы научной конференции, посвящённой 105-летию со дня рождения К. П. Гемп, выпустил почтовый конверт с её портретом.
В 2013 г. именем Ксении Петровны Гемп названа 3-я гимназия Архангельска.
Имя исследовательницы Поморья увековечено в названии улицы в деревне Сюзьма под Северодвинском. 

Посмотреть видео – запись передачи на ТВ-Культура  (20 ноября 2016 года)

## Комментарии
1. ↑  По отцовской линии К. П. Гемп была родственницей премьер-министра Греции А. Папандреу, который приходился внуком Зигмунду Минейко — двоюродному брату Г. И. Минейко.
2. ↑  Результатом научных исследований Г. И. Минейко стали известные публикации — «Статистическое описание сельского населения и его промышленности в Архангельской губернии» (1894) и «Сельская поземельная община Архангельской губернии» (1882). Могила Г. И. Минейко на Вологодском (бывшем Кузнечевском) включена в перечень памятников истории и культуры Архангельской области.
3. ↑  Н. М. Гемп была реабилитирована в 1992 году.
4. ↑  В. П. Гемп окончил естественный факультет Петроградского университета. Погиб в 1921 году во время архангельских массовых расстрелов белых офицеров — /Дойков Ю. В. Памятная книжка. Красный террор в советской Арктике 1920—1923 (документальные материалы) — Архангельск: 2011. — 212 с.
5. ↑  С 1948 года — Центральная водорослевая научно-исследовательская лаборатория ВНИРО
6. ↑  В биологии: нативный, (лат. nativus), — находящийся в природном состоянии.
7. ↑  В 1954 году А. Г. Гемп защитил кандидатскую диссертацию на тему «Крестьяне Римской империи IV—V вв. и формы их зависимости»

## Основные публикации
Перу К. П. Гемп принадлежат более 150 публикаций, как по научным и практическим аспектам альгологии, так и по широкому кругу вопросов истории культуры и географии Русского Севера[а].
Водорослеведение:
- Гемп К. П., Паленичко З. Г.. Водоросли Белого моря. — Петрозаводск: Госиздат КФССР, 1956. — 40 с.
- Гемп К. П. Сырьевые запасы морских водорослей и трав и перспективы дальнейшего развития их промысла в Белом море // Тр. Всесоюз. совещ. работников водорослевой промышленности. В 2 тт. — Архангельск: СевНИИП, 1962. — Т. 1. — С. 15-31.
- Гемп К. П., Калугина А. А. К вопросу о биологии анфельции и возможности её акклиматизации в Чёрном море // Донные биоценозы и биология бентосных организмов Чёрного моря. — Киев, 1967. — С. 63—70.
- Гемп К. П., Быкова Л. Н. Водоросли пролива Карские ворота (южное побережье Новой Земли) // Материалы рыбохозяйственных исследований Северного бассейна. — Мурманск, 1970. — Вып. 13.— С. 102—110.
- Гемп К. П. Промысловые водоросли Белого моря // Уточнённый прогноз состояния запасов промысловых объектов и производительности их промысла в Северном бассейне на 1973 г. — Мурманск, 1972. — С. 92—93.
- Гемп К. П. Водоросли // Обзор состояния запасов рыб и нерыбных объектов в морях Европейского Севера и Северной Атлантики в 1973 г.: предварительный прогноз сырьевой базы и производительности промысла на 1975 г. — Мурманск, 1974. — С. 136—140.

Краеведение и история:
- Гемп К. П. Имя М. В. Ломоносова на карте мира // М. В. Ломоносов: (материалы для лекторов, учреждений культуры и учебных заведений к 250-летнему юбилею со дня рождения). — Архангельск, 1961. — С. 27—33.
- Гемп К. П. Книга Большому Чертежу (Памятник XVII века) — М.; Л.: АН СССР. Ин-т истории. Ленингр. отд-ние, 1950. — 229 с.
- Гемп К. П. Каргополь / Ред. Л. И. Одинцова. — Архангельск: Сев.-Зап. кн. изд-во, 1968. — 96, [8] с. — (Города Архангельской области). — 15 000 экз.
- Гемп К. П. Гостиный двор. — Архангельск: Сев.-Зап. кн. изд-во, 1969. — 16 с.
- Гемп К. П. Три полярника: Седов, Русанов, Самойлович // Правда Севера. — 1979. — 20, 21, 22 декабря.
- Гемп К. П. Выдающийся памятник истории поморского мореплавания XVIII столетия: (Книга мореходная с означением мест сколько от одного до другого расстояния и приметы становищом) / Под ред. И. Ф. Ушакова. — Л.: Наука. Ленингр. отд-ние, 1980. — 80 с.
- Гемп К. П. Поморы и Пушкин // Правда Севера. — 1981. — 6 июня.
- Гемп К. П. Рецепты поморской медицины // Социалистическая индустрия. — 1983. — 23 октября.
- Гемп К. П. Древняя каргопольская живопись: Исторический очерк // Беломорье: Сборник. — М.: Современник, 1984. — С. 449—453.
- Гемп К. П. Сказы об Аввакуме: Духовники. Жизнь. Мысли. Деяния // Слово. — 1989. — № 7. — С. 41-54.
- Гемп К. П. Сказ о Беломорье: Словарь поморских речений / К. П. Гемп; Вступ. ст. Д. С. Лихачева, Ф. А. Абрамова; Науч. ред. В. Н. Булатов; Подгот. С. Я. Косухина, Л. С. Скепнер. — 2-е изд., доп. — М.: Наука; Архангельск: Помор. ун-т, 2004. — 640, [26] с. — 3000 экз. — ISBN 5-02-032689-5, ISBN 5-88086-339-5. (1-е изд. — 1983)